# Тимоти Пик (астронаут)
Тимоти Најџел Пик (енгл. Timothy Nigel Peake) астронаут је Европске свемирске агенције и бивши пилот британске армије. Први је британски држављанин који је изабран за астронаута агенције ЕСА. Обуку је започео у септембру 2009. и успешно је завршио 22. новембра 2010. године.
Ожењен је Ребеком са којом има два сина. У слободно време бави се алпинизмом, истраживањем пећина, трчањем по природи и триатлоном.

## Астронаутска каријера
Први пут полетео је у свемир 15. децембра 2015. године летелицом Сојуз ТМА-19М са космодрома Бајконур. Летелица се са Међународном свемирском станицом успешно спојила шест сати по лансирању, у 17.33 UTC. Од краљице и Елтона Џона примио је честитке на успешном спајању са орбиталном лабораторијом. Након традиционалне церемоније дочека у руском модулу Звезда, посада је имала први заједнички оброк, а Пик је одабрао сендвич са сланином уз шољу чаја.
За Нову годину Тимоти се обратио целој нацији преко станице BBC. У јануару 2016. учествовао је у првом британском изласку у отворени свемир.
Пик је 26. априла 2016. учествовао у лондонском маратону који је трчао на траци за трчање на МСС. Тиме је постао први мушкарац, а друга особа након Суните Вилијамс, који је трчао маратон у свемиру. Пут од 42.195 м претрчао је за 3 сата и 35 минута. За то време МСС је превалила пут од преко 100.000 km.
Први лет у свемир успешно је окончан 18. јуна 2016, када се Сојуз ТМА-19М приземљио у степама Казахстана. Током свог првог лета Пик је акумулирао скоро 3.000 орбита око Земље и превалио око 125 милиона километара.